# Стекка, Маурицио
Маурицио Стекка (итал. Maurizio Stecca; 9 марта 1963, Сантарканджело-ди-Романья) — итальянский боксёр легчайшей весовой категории, выступал за сборную Италии в первой половине 1980-х годов. Олимпийский чемпион Лос-Анджелеса, трёхкратный чемпион национального первенства, участник крупнейших международных турниров. В период 1984—1995 боксировал в полулёгком весе на профессиональном уровне, владел поясом чемпиона мира по версии ВБО, был чемпионом Европы и Италии среди профессионалов.

## Биография
Маурицио Стекка родился 9 марта 1963 года в коммуне Сантарканджело-ди-Романья, провинция Римини. Первого серьёзного успеха на ринге добился в 1979 году, когда в легчайшем весе выиграл первенство Италии — после этой победы стал попадать в основной состав сборной и ездить на крупные международные турниры. Впоследствии ещё два раза подряд был лучшим на итальянском чемпионате, в 1982 году одержал победу на юниорском чемпионате Европы в Шверине и на чемпионате вооружённых сил в Алжире. Через год победил на первенстве мира среди юниоров в Риме, кроме того, побывал на взрослом чемпионате Европы в Варне, но на стадии четвертьфиналов не смог пройти немца Клауса-Дитера Кирхштайна. Благодаря череде удачных выступлений удостоился права защищать честь страны на летних Олимпийских играх 1984 года в Лос-Анджелесе, где сенсационно одолел всех своих соперников, в том числе доминиканца Педро Ноласко и мексиканца Эктора Лопеса в полуфинале и финале соответственно.
Став олимпийским чемпионом и добившись мировой известности, Стекка решил попробовать себя на профессиональном уровне, в декабре 1984 года провёл свой первый профессиональный бой, в третьем раунде победил техническим нокаутом француза Франциса Апарисио. Спортсмен часто выходил на ринг, неизменно побеждал и в январе 1989 года получил возможность побороться за вакантный титул чемпиона мира в полулёгком весе по версии Всемирной боксёрской организации — победил своего противника по Олимпийским играм Ноласко и стал обладателем чемпионского пояса. Один раз защитил титул, но во время второй защиты лишился его в бою с американцем Луи Эспиносой. Несмотря на эту неудачу, Стекка продолжал выходить на ринг, бил всех оппонентов и в январе 1991 года вернул себе пояс чемпиона. Два раза защитил его, тем не менее, на третьей защите проиграл англичанину Колину Макмиллану.
Продолжал участвовать в матчах профессионального бокса вплоть до 1995 года, более года владел поясом чемпиона Европы по версии Европейского боксёрского союза, был чемпионом Италии среди профессионалов, но из-за возраста вынужден был завершить карьеру. Всего в его послужном списке 53 профессиональных боя, из них 49 окончены победой (в том числе 22 досрочно), 4 поражением. Его старший брат Лорис тоже был довольно известным боксёром, в легчайшем весе владел поясом чемпиона мира по версии Всемирной боксёрской ассоциации.